# Zeffiro Furiassi
Zeffiro Furiassi   (Pesaro, 19 de gener de 1923 - Florència, 4 de novembre de 1974) fou un futbolista italià de la dècada de 1940.
Fou 2 cops internacional amb la selecció de futbol d'Itàlia amb la qual participa al Mundial de 1950 i un cop internacional amb la selección d'Itàlia B.
Pel que fa a clubs, destacà a ACF Fiorentina i SS Lazio.